# Chicago-Marathon 2018
| 41. Chicago-Marathon    | 41. Chicago-Marathon        |
| ----------------------- | --------------------------- |
| Stadt                   | Chicago, Vereinigte Staaten |
| Datum                   | 7. Oktober 2018             |
| Distanz                 | 42,195 Kilometer            |
| Sieger                  |                             |
| Männer                  | Mo Farah (2:05:11 h)        |
| Frauen                  | Brigid Kosgei (2:18:35 h)   |
| ← Chicago-Marathon 2017 | Chicago-Marathon 2019 →     |
| Website                 | Offizielle Website          |

Der Chicago-Marathon 2018 (offiziell: Bank of America Chicago Marathon 2018) war die 41. Ausgabe der jährlich stattfindenden Laufveranstaltung in Chicago, Vereinigte Staaten. Der Marathon fand am 7. Oktober 2018 statt. Er war der zweite Lauf der World Marathon Majors 2018/19 und hatte das Etikett Gold der IAAF Road Race Label Events 2018.
Bei den Männern gewann Mo Farah aus dem Vereinigten Königreich 2:05:11 Stunden und unterbot damit den Europarekord des Norwegers Sondre Nordstad Moen um 37 Sekunden. Der Japaner Suguru Ōsako auf Platz drei erzielte mit seiner Zeit von 2:05:50 Stunden einen Asienrekord und sicherte sich damit eine Prämie von 100 Millionen Yen (zu diesem Zeitpunkt ca. 760.000 Euro). Titelverteidiger Galen Rupp aus den Vereinigten Staaten wurde Fünfter. Bei den Frauen siegte die Vorjahreszweite Brigid Kosgei in persönlicher Bestleistung von 2:18:35 Stunden.
Insgesamt erreichten 44.551 Läufer (23.913 Männer und 20.638 Frauen) das Ziel beim Chicago-Marathon 2018.

## Ergebnisse

### Männer
| Platz | Athlet                  | Land                   | Zeit (h) |
| ----- | ----------------------- | ---------------------- | -------- |
| 01    | Mo Farah                | Vereinigtes Königreich | 2:05:11  |
| 02    | Mosinet Geremew         | Äthiopien              | 2:05:24  |
| 03    | Suguru Ōsako            | Japan                  | 2:05:50  |
| 04    | Kenneth Kiprop Kipkemoi | Kenia                  | 2:05:57  |
| 05    | Galen Rupp              | Vereinigte Staaten     | 2:06:21  |
| 06    | Geoffrey Kirui          | Kenia                  | 2:06:45  |
| 07    | Abel Kirui              | Kenia                  | 2:07:52  |
| 08    | Taku Fujimoto           | Japan                  | 2:07:57  |
| 09    | Bedan Karoki Muchiri    | Kenia                  | 2:07:59  |
| 10    | Birhanu Legese          | Äthiopien              | 2:08:41  |

### Frauen
| Platz | Athletin                | Land               | Zeit (h) |
| ----- | ----------------------- | ------------------ | -------- |
| 01    | Brigid Kosgei           | Kenia              | 2:18:35  |
| 02    | Roza Dereje             | Äthiopien          | 2:21:18  |
| 03    | Shure Demise            | Äthiopien          | 2:22:15  |
| 04    | Florence Jebet Kiplagat | Kenia              | 2:26:08  |
| 05    | Veronica Nyaruai        | Kenia              | 2:31:34  |
| 06    | Sarah Crouch            | Vereinigte Staaten | 2:32:37  |
| 07    | Taylor Ward             | Vereinigte Staaten | 2:32:42  |
| 08    | Kate Landau             | Vereinigte Staaten | 2:33:24  |
| 09    | Melanie Myrand          | Kanada             | 2:34:08  |
| 10    | Marci Klimek            | Vereinigte Staaten | 2:34:53  |